# Districte de Limassol
El Districte de Limassol és un dels sis districtes de Xipre. La capital és Limassol. El 2011 tenia 239,842 habitants, el 77% dels quals vivien en zones urbanes. Una part del districte està cedida al Regne Unit qui hi ha instal·lat les bases militars d'Akrotiri i Dekélia.